# 고수남초등학교
고수남초등학교는 대한민국 전라북도 고창군 고수면 내창수곡길 47 (초내리)에 있었던 공립 초등학교이다.

## 연혁
- 1964년 5월 1일 고수국민학교 초내분교장 개교
- 1968년 3월 1일 고수남국민학교로 승격
- 1971년 2월 28일 제1회 졸업식(42명)
- 1984년 3월 9일 병설유치원 개원
- 1996년 3월 1일 고수남초등학교로 개칭
- 1997년 2월 18일 제29회 졸업식(8명)(누계 1327명)
- 1997년 3월 1일 고수초등학교로 통합